# Gulf Gate Estates
Gulf Gate Estates es un lugar designado por el censo ubicado en el condado de Sarasota en el estado estadounidense de Florida. En el Censo de 2010 tenía una población de 10 911 habitantes y una densidad poblacional de 1492,83 personas por km².

## Geografía
Gulf Gate Estates se encuentra ubicado en las coordenadas 27°15′28″N 82°30′22″O / 27.25778, -82.50611. Según la Oficina del Censo de los Estados Unidos, Gulf Gate Estates tiene una superficie total de 7,31 km², de la cual 7,02 km² corresponden a tierra firme y (3,9 %) 0,28 km² es agua.

## Demografía
Según el censo de 2010, había 10 911 personas residiendo en Gulf Gate Estates. La densidad de población era de 1492,83 hab./km². De los 10 911 habitantes, Gulf Gate Estates estaba compuesto por el 93,23 % blancos, el 1,6 % eran afroamericanos, el 0,27 % eran amerindios, el ,1,15 % eran asiáticos, el 0,02 % eran isleños del Pacífico, el 2 % eran de otras razas y el 1,73 % pertenecían a dos o más razas. Del total de la población el 7,9 % eran hispanos o latinos de cualquier raza.